# Miramar (zábavní park)
Miramar je německý aquapark, který se nachází ve městě Weinheim v Bádensku-Württembersku‎.
Aquapark byl otevřen 26. října 1973. Původním majitelem bylo město Weinheim, které aquapark prodalo rodině Steinhartových.
V celém aquaparku jsou přítomna umělecká díla.
V aquaparku pracuje 150 zaměstnanců.